# Goffredo Boterel I di Penthièvre
Goffredo di Penthièvre (detto Boterel; in francese Geoffroy Ier Boterel; 1040 circa – Dol, 24 agosto 1091/3) fu il secondo conte di Penthièvre dal 1079 fino alla sua morte.

## Origine
Goffredo, secondo il documento n° DCLXXVII del Cartulaire de l´abbaye de Saint-Aubin d'Angers, tome II, redatto tra il 1056 stesso ed il 1060 era il figlio primogenito del primo Conte di Penthièvre, che era stato inoltre duca reggente di Bretagna, dal 1040 al 1047, Oddone I e di Orguen o Agnese di Cornovaglia (Francia), figlia del conte di Cornovaglia, Alano "Caignard" e della moglie, Giuditta di Nantes, figlia del conte di Nantes, Judicael di Nantes, a sua volta figlio del conte di Vannes e di Nantes e duca di Bretagna Hoel I.

Oddone I di Penthièvre, secondo il monaco e cronista normanno, Guglielmo di Jumièges, nella sua Historiæ Normannorum Scriptores Antiqui, era il figlio secondogenito del conte di Rennes e duca di Bretagna, Goffredo I Berengario e della moglie, Havoise di Normandia (980 circa - 21 febbraio 1034)), che, secondo Guglielmo di Jumiège, era la figlia di Riccardo I Senza Paura Jarl (equiparabile al nostro conte) dei Normanni e conte di Rouen, e della moglie, Gunnora (950-5 gennaio 1031), di cui non si conoscono i nomi degli ascendenti, ma di nobile famiglia di origine vichinga (Gunnor ex nobilissima Danorum prosapia ortam); i genitori di Havoise sono confermati anche dal monaco e cronista inglese, Orderico Vitale. Però i religiosi e cronisti normanni Dudone di San Quintino e Roberto di Torigni sostengono che alla nascita Havoise fosse figlia naturale, in quanto l'unione di Riccardo I Senza Paura e di Gunnora era stata fatta secondo il more danico o uso vichingo, pagano, senza cerimonia religiosa e che il matrimonio religioso fu celebrato in un secondo tempo.

## Biografia
Quando suo zio, il duca di Bretagna, Alano III, nel 1040, morì, gli succedette il figlio Conan II, ancora minorenne, sotto tutela della madre, Bertha di Blois, e la reggenza dello zio, il padre di Goffredo, Oddone I, che non si limitava a governare il ducato ma si investì del titolo di duca ed imprigionò Conan II.
Solo nel 1056 suo padre fu sconfitto dal nipote, Conan II, che, secondo il monaco e cronista normanno, Guglielmo di Poitiers, lo imprigionò.
Quando suo padre era tenuto prigioniero, secondo il Ex Chronico Briocensi, Goffredo combatté Conan II, ma fu sconfitto e dovette fuggire.
Il padre di Goffredo in prigione non rimase molto: infatti il documento n° DCLXXVII del Cartulaire de l´abbaye de Saint-Aubin d'Angers, tome II, redatto tra il 1056 stesso ed il 1060, è inerente ad una donazione di una proprietà fatta da suo padre, Oddone I (comiti Britannie Eudoni) al monastero di Saint-Aubin d'Angers, in cui Goffredo fu testimone e che sottoscrisse assieme al padre, alla madre, Oreguen ed i fratelli, Alano detto il Rosso, Guglielmo, Roberto e Riccardo (Comes Eudo, uxor eius Orguen et filii eorum Gausfridus, Alanus, Willelmus, Rotbertus, Ricardus).
Suo padre, Oddone I, secondo il Ex Chronico Britannico, morì nel 1079, ricordandolo come duca (reggente) di Bretagna e capostipite dei conti di Penthièvre; Goffredo gli succedette nel titolo di conte di Penthièvre.
Secondo lo storico francese Jules Henri Geslin de Bourgogne, Goffredo fondò il priorato di Saint-Martin a Lamballe, dopo aver interpellato i suoi tre fratelli: Brian, Alano detto il Rosso e Alano detto il Nero che controfirmarono il documento, come riporta la Genealogia Comitum Richemundiæ post conquestum Angliæ.
Da un altro documento, del 1084, si ha la notizia che Goffredo fece una donazione all'abbazia di Saint-Florent, di Saumur, chiedendo ancora l'autorizzazione ai fratelli, Brian, Alano detto il Rosso e Alano detto il Nero.
La morte di Goffredo viene riportata in tre anni diversi:
- Secondo il Ex Chronico Britannico fu assassinato, nel 1091 (occisus est Gaufredus Botherel comes Ponthiveri)[12].
- Secondo il Ex Chronico Ruyensis Coenobii fu assassinato da gente malvagia, nel 1092, nei pressi di Dol (Gaufredus Botterel Comes Penthiveris ab impiis est occisus apud castrum Dolense)[13].
- Secondo il Ex Chronico Britannico Altero fu assassinato il 24 settembre del 1093, nei pressi di Dol (IX Kal Septembris interfectus est Comes Gaufridus filius Eudonis Ducis apud Dolum, Archiepiscopatum Britanniæ)[14].

fu tumulato nella Cattedrale di Santo Stefano a Saint-Brieuc. Come conte di Penthièvre, gli succedette il fratello minore, Stefano: Stefano I.

## Matrimonio e figli
Della moglie di Goffredo non si conoscono né il nome né gli ascendenti. Goffredo dalla moglie ebbe un unico figlio:
- Conan ( † 9 febbraio 1098, combattendo ad Antiochia[10]), che secondo il monaco e storico inglese, Orderico Vitale, partecipò alla prima crociata, assieme al duca di Bretagna, Alano IV, partendo al seguito del duca di Normandia, Roberto II[10]. La presenza di Conan, assieme ad Alano IV, alla crociata viene confermato anche dal cronista della prima crociata, Alberto di Aquisgrana, nel capitolo XXIII del libro II della Historia Hierosolymitana espeditionis, che lo cita (dominus Alenus, cognomine Ferrans, Conanus quoque) tra i partecipanti all'assedio di Nicea[16],

## Ascendenza
|                                  |                          |                         | Genitori                 |  |  | Nonni |  |  | Bisnonni            |  |  | Trisnonni           |  |
|                                  |                          |                         |                          |  |  |       |  |  | Conan I di Bretagna |  |  | Judicael Berengario |  |
|                                  |                          |                         |                          |  |  |       |  |  | Conan I di Bretagna |  |  | Judicael Berengario |  |
|                                  |                          | Gerberga                |                          |  |  |       |  |  | Conan I di Bretagna |  |  |                     |  |
| Goffredo I di Bretagna           |                          |                         |                          |  |  |       |  |  | Conan I di Bretagna |  |  |                     |  |
|                                  |                          | Ermengarda d'Angiò      | Goffredo I d'Angiò       |  |  |       |  |  |                     |  |  |                     |  |
|                                  |                          | Ermengarda d'Angiò      | Goffredo I d'Angiò       |  |  |       |  |  |                     |  |  |                     |  |
|                                  |                          | Ermengarda d'Angiò      | Adele di Troyes          |  |  |       |  |  |                     |  |  |                     |  |
| Oddone I di Penthièvre           |                          | Ermengarda d'Angiò      |                          |  |  |       |  |  |                     |  |  |                     |  |
|                                  |                          | Riccardo I di Normandia | Guglielmo I di Normandia |  |  |       |  |  |                     |  |  |                     |  |
|                                  |                          | Riccardo I di Normandia | Guglielmo I di Normandia |  |  |       |  |  |                     |  |  |                     |  |
|                                  |                          | Riccardo I di Normandia | Sprota                   |  |  |       |  |  |                     |  |  |                     |  |
| Havoise di Normandia             |                          | Riccardo I di Normandia |                          |  |  |       |  |  |                     |  |  |                     |  |
|                                  |                          | Gunnora di Normandia    | …                        |  |  |       |  |  |                     |  |  |                     |  |
|                                  |                          | Gunnora di Normandia    | …                        |  |  |       |  |  |                     |  |  |                     |  |
|                                  |                          | Gunnora di Normandia    | …                        |  |  |       |  |  |                     |  |  |                     |  |
| Goffredo Boterel I di Penthièvre |                          | Gunnora di Normandia    |                          |  |  |       |  |  |                     |  |  |                     |  |
|                                  | Benedetto di Cornovaglia | Budic di Cornovaglia    |                          |  |  |       |  |  |                     |  |  |                     |  |
|                                  | Benedetto di Cornovaglia | Budic di Cornovaglia    |                          |  |  |       |  |  |                     |  |  |                     |  |
|                                  | Benedetto di Cornovaglia | …                       |                          |  |  |       |  |  |                     |  |  |                     |  |
| Alano Canhiart                   | Benedetto di Cornovaglia |                         |                          |  |  |       |  |  |                     |  |  |                     |  |
|                                  |                          | Guinodeon               | …                        |  |  |       |  |  |                     |  |  |                     |  |
|                                  |                          | Guinodeon               | …                        |  |  |       |  |  |                     |  |  |                     |  |
|                                  |                          | Guinodeon               | …                        |  |  |       |  |  |                     |  |  |                     |  |
| Agnese di Cornovaglia            |                          | Guinodeon               |                          |  |  |       |  |  |                     |  |  |                     |  |
|                                  |                          | Judicael di Nantes      | Hoel I di Bretagna       |  |  |       |  |  |                     |  |  |                     |  |
|                                  |                          | Judicael di Nantes      | Hoel I di Bretagna       |  |  |       |  |  |                     |  |  |                     |  |
|                                  |                          | Judicael di Nantes      | Giuditta                 |  |  |       |  |  |                     |  |  |                     |  |
| Giuditta di Nantes               |                          | Judicael di Nantes      |                          |  |  |       |  |  |                     |  |  |                     |  |
|                                  |                          | …                       | …                        |  |  |       |  |  |                     |  |  |                     |  |
|                                  |                          | …                       | …                        |  |  |       |  |  |                     |  |  |                     |  |
|                                  |                          | …                       | …                        |  |  |       |  |  |                     |  |  |                     |  |
|                                  |                          | …                       |                          |  |  |       |  |  |                     |  |  |                     |  |

### Fonti primarie
- (LA)  Ordericus Vitalis, Historia Ecclesiastica, vol. II.
- (LA)  Cartulaire de l'abbaye de Saint-Aubin d'Angers, tome II.
- (LA)  HISTORIA HIEROSOLYMITANAE EXPEDITIONIS, libro II.
- (LA)  Rerum Gallicarum et Francicarum Scriptores, tomus XII.
- (LA)  Stephani Baluzii Miscellaneorum, Liber I.
- (LA)  Historiæ Normannorum Scriptores Antiqui.

### Letteratura storiografica
- Louis Halphen, "La Francia dell'XI secolo", cap. XXIV, vol. II (L'espansione islamica e la nascita dell'Europa feudale) della Storia del Mondo Medievale, 1999, pp. 770–806.